# Hurrah Hurrah Apocalypse - The Definitive Video Collection
Hurrah Hurrah Apocalypse - The Definitive Video Collection —en español: Hurra hurra apocalipsis - La colección de vídeos definitiva— es un DVD, que contiene casi todos los videoclips de la banda sueca Army of Lovers, excepto «When the Night is Cold», el primer sencillo y los dos vídeos en directo de «Baby's Got a Neutron Bomb» y «Love Me Like a Loaded Gun». Tampoco ninguno de los vídeos de «Barbie», el proyecto anterior de Army of Lovers fueron publicados en la colección. Se estrenó en 2005, pero se grabó en 2001 en Malasia, durante el rodaje del videoclip de Let the Sunshine In.
También contiene el VHS previamente publicado de la banda Videovaganza 1990-1993.

## Lista de canciones

### DVD

#### DVD principal
1. Ride The Bullet - primera versión
2. My Army Of Lovers
3. Crucified
4. Obsession - primera versión
5. Candyman Messiah
6. Ride The Bullet - segunda versión
7. Israelism
8. Judgement Day
9. La Plage De Saint Tropez
10. Sons Of Lucy
11. I Am
12. Lit De Parade
13. Sexual Revolution
14. Give My Life
15. King Midas
16. Let The Sunshine In

#### Videovaganza 1990-1993
Videovaganza 1990-1993 era una cinta de VHS, publicada en los noventa, que contenía los videoclips de la banda, hasta La Plage De Saint Tropez. Fue grabada en el set de La Plage De Saint Tropez. Es un artículo muy poco común a día de hoy. Fue añadido posteriormente al DVD como un extra.
1. Ride The Bullet - primera versión
2. My Army Of Lovers
3. Crucified
4. Ride The Bullet - segunda versión
5. Obsession - segunda versión
6. Judgement Day
7. Israelism
8. La Plage De Saint Tropez
9. Sons Of Lucy

#### Extra
1. Hands Up

- Datos: Q4040843